# Laarne

Laarne é um município belga localizado na província de Flandres Oriental. O município de Laarne abrange as vilas de   Kalken e Laarne.  Em 1 de Julho de 2006, o município tinha 11.760 habitantes, uma área de 32,07 km² e uma correspondente densidade populacional de 367 habitantes por km². 

## História
A vila de Laarne está ligada a leste  de Ghent, próximo de um antigo curso de água do rio Escalda e é famosa pelo seu castelo. Este  data do século XII e no séculos posteriores, especialmente no século XVII foi  restaurado. 
O nome da cidade provém do Alemão hlaeri que significa tereno arborizado e pantanoso. É possível especular que vila começou servindo o castelo, que protegia  Ghent do rio e do mar. No século o mar estava mais próximo do que na actualidade. Em 1040, Laarne era mencionada como  Laren.

## Externe link
(em neerlandês) Página oficial do município